# شجرة العائلة (فلم)
شجرة العائلة هو فيلم مصري عرض عام 1960، بطولة أحمد رمزي وندى وعمر الحريري وسناء مظهر، ومن إخراج شريف زالي.

## قصة الفيلم
تنمو قصة حب رقيقة بين إلهام وفريد، لكن هناك مسافة اجتماعية تفصل بينهما، فإلهام ابنة لرجل يسكن في أحد الأحياء الفقيرة هو المعلم مدبولي، أما هو فمن عائلة ثرية، لذا يواجه زواجهما عقبة، تطلب إلهام من أبيها أن يتعلم أصول الإتيكيت، ويأتي زاهر كي يتولى هذه المهمة وتتوالى الأحداث.

## طاقم التمثيل
- أحمد رمزي: (حسين شعبان)
- ندى: (ليلى مدبولي)
- عمر الحريري: (فريد شكري)
- سناء مظهر: (إلهام مدبولي)
- عبد السلام النابلسي: (زاهر بك الناضورجي)
- حسين رياض: (مدبولي عبد الحافظ)
- ماري منيب: (سكينة أبو عوف)
- عباس فارس: (شكري باشا طابوزادة)
- يوسف وهبي: (الدكتور إبراهيم)
- محمد عوض: (عصفور - السفرجي)
- عصمت محمود: (سوسن)
- ميمي شكيب: (كريمان هانم)
- عبد الوارث عسر: (شعبان عبد الباسط)
- عبد الفتاح القصري: (جدواني - غفير العزبة)
- سعيد خليل: (زينهم - رئيس العمال)
- عبد الغني النجدي: (فلاح من عائلة مدبولي)
- عبد القادر فهمى: (جميل)
- حسين إسماعيل: (فلاح من عائلة مدبولي)
- رياض المغربل: (موظف بالمصنع)
- عواطف يسري
- فوزية حجازي: (فلاحة من عائلة مدبولي)
- علي عرابي
- سميحة محمد

## فريق العمل
- إخراج: شريف زالي
- قصة: شريف زالي
- سيناريو: إسماعيل القاضي
- حوار: مصطفى كامل حسن
- مدير التصوير: برونو سالفي
- مونتاج: إميل بحري
- إنتاج: أفلام الهلال (شريف والي)
- توزيع: مترو غولدوين ماير